# 我在他乡挺好的
《我在他乡挺好的》是2021年在芒果季风剧场首播的中国大陆电视剧，由芒果TV、湖南卫视、芒果超媒、麦特文化出品，周雨彤、孙千、白宇帆领衔主演，任素汐特别出演，马思超、代云帆、金靖、泰乐主演。

## 播出時間
| 頻道     | 所在地 | 播映日期      | 播出時間          | 備註           |
| -------- | ------ | ------------- | ----------------- | -------------- |
| 湖南衛視 | 中国   | 2021年7月19日 | 每週一、週二22:00 |                |
| 芒果TV   | 中国   | 2021年7月19日 | 每週一、週二22:00 | 會員搶先看一週 |

## 演員列表

### 主要演員
| 演員   | 角色   | 介紹 |
| 周雨彤 | 喬夕辰 | 易安公司市場部專員，從小就聰明上進，獨立自強的女孩，從小鎮一路考到北京上學，開始工作，在工作上面勤懇踏實，日常生活精打細算，過著有滋有味的生活，直到好友的去世讓她帶著對其的懷念生活，在自己努力下帶領公司同事度過一個又一個危機，並且和簡亦繁走到了一起。 |
| 任素汐 | 紀南嘉 | 司南公司老闆，胡晶晶的表姐，獨立自強的新時代的女性，在面對著表妹的去世，慢慢走出陰影，與姐妹成為互相扶持的好姐妹。 |
| 孫千   | 許言   | 喬夕辰從小一起長大的好閨蜜。本來是為了本地的男友留在北京，但是卻因為消費觀念和男朋友分手，摒棄了對浮華的追求，尋找到真正的人生價值。 |
| 白宇帆 | 簡亦繁 | 喬夕辰空降的上司，後來和喬夕辰走到了一起，也是親眼見證了胡晶晶的死亡的人。 |
| 馬思超 | 歐陽   | 簡亦繁助理，偶然遇見紀南嘉便一見鐘情。 |
| 代云帆 | 林睿   | 喬夕辰前男友，想和喬夕辰復合。 |
| 金靖   | 胡晶晶 | 喬夕辰的好友，原本和好朋友好好生活著，因為加班沒有別的職員多被公司辭退，後逐漸破防，心理崩潰，選擇自殺結束自己的生命，留下了好友懷念和悲傷。 |

### 其他演員
| 演員   | 角色                                | 介紹 |
| 王勉   | 高揚                                | 晶晶的前男友。 |
| 泰樂   | 沈子暢                              | 許言的男朋友。 |
| 王瑄   | 苗苗                                | 喬夕辰的同事，易安市場部成員，熱愛八卦。 |
| 是安   | 江灝                                | 纪南嘉的前男友，乔夕辰公司的前任副总裁，韩依婷的前夫。 |
| 王汀   | 韓依婷                              | 乔夕辰的公司老板，曾亲自乘坐飞机去请简亦繁到自家公司来。江灏的前妻。 |
| 龔蓓苾 | 盧以寧                              | 喬夕辰的前上司，對業務一手掌握，臨盆前不忘提醒市場部職員八一八活動的重要性。 |
| 王博文 | 沐木                                | 簡亦繁的朋友，在雲南種植咖啡豆。 |
| 鄭衛莉 | 江冬雪                              | 喬夕辰母親。 |
| 劉亞津 | 喬三江                              | 喬夕辰父親。 |
| 涓子   | 歐倩                                | 歐陽的母親。 |
| 梁龍   | 炒貨店老闆 澡堂清洁员 算命師 按摩師 | 只因许言在买瓜子的时候说了普通话，就讲了高价，被许言及许言母亲回怼。结果在当天晚上许言等3人在澡堂泡澡时，副业是澡堂清洁员的他要进澡堂换水并遇上她们，且赠送了她们一人5斤毛嗑。某天在路上遇到歐陽，便給他算命。 |
| 朱宸慧 | 麥卓卓                              | 原應與易安合作之帶貨網紅，後因價格因素轉而與維克合作。 |
| 葦青   | 老奶奶                              | 因付款时不会用手机，而不能付款，所以晶晶帮付了款。 |
| 思文   | 小棠                                | 南嘉報名的婚介網站銷售人員。 |
| 潘时七 | 桑尼                                | |

## 電視劇原聲帶
| 曲序 | 曲目                   |                   | 作曲              | 编曲              | 演唱                       |
| ---- | ---------------------- | ----------------- | ----------------- | ----------------- | -------------------------- |
| 1.   | 風吹過的時候（主題曲） | 李漠              | 李漠              | 段煉              | 周雨彤、任素汐、孫千、金靖 |
| 2.   | 他鄉（片尾曲）         | 龍澍              | 段煉              | 陳牧荻            | 余佳運                     |
| 3.   | 玉珍（插曲）           | 福祿壽FloruitShow | 福祿壽FloruitShow | 福祿壽FloruitShow | 福祿壽FloruitShow          |
| 4.   | 好日子（插曲）         | 車行              | 李昕              | 莫非定律MoreFeel  | 郭濤                       |
| 5.   | 火車快開（插曲）       | 梁龍              | 梁龍              | 二手玫瑰          | 二手玫瑰                   |
| 6.   | 人生浪費指南（插曲）   | 王星、灰鴻阿      | 灰鴻阿            | 夏日入侵企畫      | 夏日入侵企畫               |
| 7.   | 小星星（插曲）         | 汪蘇瀧            | 汪蘇瀧            |                   | 汪蘇瀧                     |

## 各集標題
| 集數     | 標題   |
| 第一集   | 過生日 |
| 第二集   | 為什麼 |
| 第三集   | 孤獨症 |
| 第四集   | 安居處 |
| 第五集   | 狼來了 |
| 第六集   | 前男友 |
| 第七集   | 斷捨離 |
| 第八集   | 親情結 |
| 第九集   | 尋捷徑 |
| 第十集   | 對不起 |
| 第十一集 | 歸鄉心 |
| 第十二集 | 再相逄 |

## 外部連結
- 我在他乡挺好的的新浪微博